# 놀이터 구조대, 뽀잉
놀이터구조대 뽀잉은 '놀이터'의 '놀이기구'로 변신하는 주인공들이 등장하는 어린이 애니메이션으로 시즌1은 2013년에 시즌2는 2015년에 방송되었다.스프링 목마로 변신하는 뽀잉, 빙글빙글 회전놀이기구로 변신하는 빙빙, 구름사다리로 변신하는 몽바, 시소로 변신하는 토리, 미끄럼틀로 변신하는 엘루, 그네로 변신하는 아이, 집라인으로 변신하는 시장님 등 등장하는 캐릭터들이 모두 신나는 놀이기구로 변신한다!
놀이터 구조대원 ‘뽀잉’과 그의 구조대원 친구들이 놀이터마을에서 펼치는 재미있고 신나는 모험이야기. TV 시리즈, 11분 X 26부작으로 EBS에서 첫 방송되었으며, SK 브로드밴드 B TV에서 vod서비스 중이고 BTV (IPTV), 투니버스, 키즈원, 애니맥스 등 케이블 방송에서도 방영되고 있다.
2011 SICAF SPP 컴퍼티션 우수기획상 수상
2013 서울캐릭터비즈니스쇼 우수상 수상
2014 대한민국콘텐츠대상 문화체육관광부장관상 수상
2018년 9월 20일 극장판 개봉예정

## 등장인물
전태열 - 뽀잉
놀이터 구조대의 리더로 사자 뽀잉은 통통 뛰는 스프링 목마로 변신한다.
정영웅 - 빙빙
하마 빙빙은 빙빙 도는 회전놀이로 변신한다.
홍소영 - 몽바
원숭이 몽바는 팔, 다리를 늘려 구름사다리로 변신한다.
김은아 - 엘루
놀이터 구조대의 현명한 대장으로 미끄럼틀로 변신한다.
엄상현 - 기니 시장님
놀이터 마을의 시장님으로 긴급상황 시 집라인으로 변신해서 제일 먼저 놀이터 구조대를 찾아간다.
박선영 - 토리
견습 구조대원으로 토끼 토리는 시소로 변신한다.